# Соколов, Лев Корнильевич
Лев Корнильевич Соколов (1879—1937) — начальник штаба 1-го Туркестанского армейского корпуса, генерал-майор, герой Первой мировой войны.

## Биография
Из дворян Новгородской губернии. Сын тайного советника Корнилия Андреевича Соколова. Младший брат Владимир (1884—1918) — полковник лейб-гвардии Измайловского полка, также георгиевский кавалер.
Окончил 2-й кадетский корпус (1897) и Павловское военное училище (1899), откуда выпущен был подпоручиком в 92-й пехотный Печорский полк. 13 сентября 1900 года переведен в лейб-гвардии Измайловский полк.
Произведен в поручики 6 декабря 1903 года. В 1906 году окончил Николаевскую академию Генерального штаба по 1-му разряду и 3 мая того же года был произведен в штабс-капитаны «за отличные успехи в науках». Цензовое командование ротой отбывал в лейб-гвардии Измайловском полку (1906—1908). 26 ноября 1908 года переведен в Генеральный штаб капитаном, с назначением старшим адъютантом штаба 6-го армейского корпуса. 17 июня 1909 года назначен старшим адъютантом штаба 22-й пехотной дивизии. 19 февраля 1913 года назначен исправляющим должность штаб-офицера для поручений при штабе 9-го армейского корпуса, а 14 апреля того же года произведен в подполковники с утверждением в должности.
С началом Первой мировой войны, 14 сентября 1914 года назначен и. д. начальника штаба 78-й пехотной дивизии. Пожалован Георгиевским оружием
За то, что в боях 13 и 14 августа 1914 года, при занятии нами с. Петриче и дальнейшем наступлении и овладении с боя позицией противника у Могилы, подвергая свою жизнь явной опасности, отлично организовал связь, правильно оценивал боевую обстановку и своими советами содействовал общему успеху.
Удостоен ордена Св. Георгия 4-й степени
За то, что, состоя начальником штаба 78-й пехотной дивизии, в декабре 1914 и январе 1915 годов и исполняя обязанности начальника штаба Стрыйского отряда, состоявшего из 5-ти пехотных и 4-х казачьих полков, рядом разведок, сопряженных с личной для него опасностью, добыл и представил такие важные сведения о противнике которые раскрыли истинный план и намерения последнего, что дало возможность начальнику Стрыйского отряда с полным успехом выполнить поставленную ему задачу по обороне Карпатских проходов.
15 июня 1915 года произведен в полковники, а 22 марта 1916 года назначен командиром 311-го пехотного Кременецкого полка. 14 октября 1916 года отчислен от занимаемой должности за ранами, с назначением в резерв чинов при штабе Киевского военного округа. 21 июня 1917 года назначен начальником штаба 1-го Туркестанского армейского корпуса. Произведен в генерал-майоры после 19 сентября 1917 года.
В августе—сентябре 1918 года служил в гетманском министерстве продовольствия. Позднее в том же году вступил в РККА, в 1919 году выехал из Советской России за границу. В эмиграции во Франции. Умер в 1937 году в Сен-Кантене. Похоронен на местном кладбище Гоши.

## Награды
- Орден Святого Станислава 3-й ст. (ВП 6.12.1910)
- Георгиевское оружие (ВП 9.03.1915)
- Орден Святой Анны 2-й ст. с мечами (ВП 5.04.1915)
- Орден Святого Владимира 4-й ст. с мечами и бантом (ВП 7.05.1915)
- Орден Святого Станислава 2-й ст. с мечами (ВП 24.05.1915)
- Высочайшее благоволение «за отличия в делах против неприятеля» (ВП 27.06.1915)
- Орден Святого Владимира 3-й ст. с мечами (ВП 17.09.1915)
- Орден Святой Анны 3-й ст. с мечам и бантом (ВП 22.03.1916)
- мечи и бант к ордену Св. Станислава 3-й ст. (ВП 29.04.1916)
- Орден Святого Георгия 4-й ст. (ВП 18.09.1916)
- Орден Святой Анны 4-й ст. с надписью «за храбрость» (ВП 4.10.1916)
- старшинство в чине полковника с 6 декабря 1913 года (ПАФ 19.09.1917)